# Mauriciu Sekler
Mauriciu Sekler, menționat uneori Mauriciu Seckler, (n. 12 martie 1901 – d. 1981) a fost un actor de teatru și film și regizor de teatru din România.

## Distincții
- Medalia Muncii (20 august 1951) „cu ocazia zilei de 23 August 1951”[1]
- titlul de Artist Emerit al Republicii Populare Române (28 ianuarie 1954) „cu ocazia împlinirii a cinci ani de activitate a Teatrului de Stat din Timișoara, Teatrului Maghiar de Stat din Cluj, Teatrului de Stat din Sibiu, Teatrului Secuesc de Stat din Tg. Mureș, Teatrului de Stat din Orașul Stalin, Teatrului Evreesc de Stat din București și pentru merite deosebite în activitatea artistică”[2]
- Ordinul Muncii clasa a II-a (20 decembrie 1956) „cu prilejul împlinirii a 80 de ani de existență în Romînia a teatrului în limba idiș și pentru merite deosebite în activitatea artistică”[3]
- Ordinul „Meritul Cultural” clasa a III-a (6 noiembrie 1967) „pentru merite deosebite în domeniul artei dramatice”[4]

## Filmografie
- Agentul straniu (1974) – Gregor K., șeful unei organizații de spionaj industrial specializate în domeniul chimiei